# Jesu Hämäläinen
Juha "Jesu" Hämäläinen är en finsk musiker som steg fram under new age-åldern i början av 80-talet. Han är mest känd som basist för punkbandet Pelle Miljoona Oy och i gruppen Yö (Natt). På 2000-talet har han lagt basen på hyllan och fungerar i dag som speciallärare i ett högstadium.

## Biografi

### Pelle Miljoona
Den finska musikvärlden lade först märke till Juha ”Jesu” Hämäläinen då han fungerade som basist i punkbanden Stressi och Silmät i början av 80-talet. År 1980 var han under en mycket kort period medlem i Hanoi Rocks (han var bandets allra första basist). Han byttes mycket snabbt ut mot Peki Sirola.
1982 blev han inbjuden att spela i det redan då smått legendariska bandet Pelle Miljoona Oy, som två år tidigare släppt hiten Moottoritie on kuuma (Motorvägen är het). Låten är än i dag en av Finlands mest populära rocksånger. Efter att Antti Hulkko och Sami Takamäki lämnat gruppen för att gå med i Hanoi Rocks, hade Pelle Miljoona Oy främst blivit ett av Pelles privata projekt och medlemmarna byttes ut i snabb takt. Jesu kom in i en tid då gruppens musik hade börjat avvika från det ursprungliga soundet ganska mycket, vilket hörs på skivan Radio Kebab, där Jesu medverkade. Förutom Pelle Miljoona fanns av de ursprungliga medlemmarna bara kvar Ari Taskinen på keyboards. Gruppen splittrades i maj 1983. 
Jesu medverkade ännu på Pelle Miljoonas soloskiva Jos... som gavs ut 1984.

### Musta Paraati
1984 medverkade Jesu i ett annat band som satt sina historiska spår i Finlands rockhistoria, nämligen det kortlivade med upphöjda Musta Paraati (Den svarta paraden). Musta Paraati hade fötts 1982 under post-punken och var det första bandet som gav sig in i den i dag så populära genren goth rock med synth. 1984 gav gruppen ut sin andra och sista skiva, Käärmeet (Ormarna) men splittrades samma år. Det är värt att notera att Jesu spelade synth och inte bas i Musta Paraati. 

### Yö
Under slutet av åttiotalet var Jesus musicerande ganska tunnsått, tills han 1990 blev värvad till Yö, som tillsammans med Dingo hörde till de största finska band som ploppade upp i Finland i Hanoi Rocks kölvatten i mitten av 80-talet. 1987 hade Yös trend börjat dala och 1990 var det knappt någon som brydde sig om bandet. Sångaren Olli Lindholm och gitarristen Jani Viitanen städade upp ordentligt, sparkade resten av bandet och tog igen kontakt med sin gamla låtskrivare Jussi Hakulinen. Jesu Hämäläinen var en halvbekant till Lindholm och var den första nya medlemmen att hoppa in i Yö, den här gången igen på bas, men också synth då och då.
Den nya inkarnationen av Yö steg igen upp på försäljningslistorna med sin nya image, svart, maskulin klädsel och allvarliga miner. Åttiotalets tuperade hår och kajal var långt borta. Under nittiotalet gav Yö ut en skiva nästan varje år och under mitten av årtiondet började det återfå sin stjärnstatus. 1999 fick Jesu ändå nog av rocklivet. Han hade ett kortlivat projekt med Suspenders, men lade sedan basen på hyllan för gott. I dag heter han igen Juha Hämäläinen och arbetar som speciallärare.

## Jesus band
- Stressi
- Silmät
- Hanoi Rocks
- Pelle Miljoona Oy
- Pelle Miljoona
- Musta Paraati
- Lunta
- Yö
- Suspenders

## Diskografi
Album
- Radio Kebab (Pelle Miljoona Oy, 1982)
- Jos (Pelle Miljoona, 1984)
- Käärmeet (Musta Paraati, 1984)
- Antaa soittaa (Yö, 1991)
- Tänä yönä (Yö, 1992)
- Kymmenes kevät (Yö, 1993)
- Täältä tulee yö (Yö, 1993)
- Hyviä vuosia (Yö, 1994)
- Satelliitti (Yö, 1996)
- Pirstaleet (Yö, 1997)
- Yön pimeä puoli (Yö, 1998)